# 10º Reggimento Fanteria di Linea «Abruzzo»
Il 10º Reggimento Fanteria di Linea «Abruzzo» fu un reggimento dell'esercito delle Due Sicilie.

## Storia
Nel 1846 era formato su due battaglioni, con 58 ufficiali e 1231 soldati.

### 1848: Prima guerra d'indipendenza italiana
Nel 1848 il Reggimento fu coinvolto in due diversi eventi militari che interessarono il Regno: la Rivoluzione siciliana e la Prima guerra d'indipendenza italiana.
Il 31 gennaio gli insorti siciliani guidati da Giuseppe La Masa avevano costretto alla resa il forte di Termini Imerese difeso da un contingente del 10º.

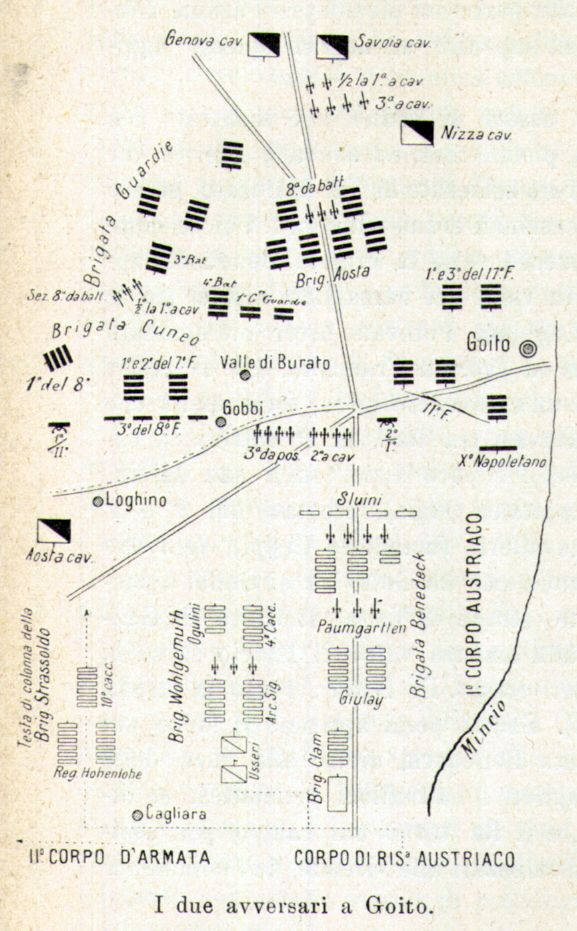
Schieramenti nella battaglia di Goito del 30 maggio 1848; il 1º Battaglione del 10º Reggimento Fanteria di Linea «Abruzzo» era schierato in prima linea, all'estremità sinistra della formazione italiana

Nello stesso periodo il Reggimento fu inviato a partecipare alla Prima guerra d'indipendenza italiana. Il 7 aprile il 1º Battaglione, sotto il comando del colonnello Giovanni Rodriguez, sbarcò a Livorno; il 2º Battaglione, al comando del maggiore Sigismondo Spedicati, li raggiunse il 15 dello stesso mese (tra i soldati del 2º Battaglione c'erano anche Cesare Rosaroll ed Enrico Poerio). Le truppe napoletane si unirono al contingente toscano e attraversarono gli Appennini, dirigendosi su Reggio Emilia, per poi attraversare il Po ed entrare in Lombardia. Il 1º Battaglione fu disposto a protezione di Goito, mentre il 2º Battaglione, insieme al contingente toscano, doveva sorvegliare la zona tra i paesi di Curtatone e Montanara; il reggimento napoletano si trovava cioè all'estremità destra dello schieramento italiano, lontano da quella che sarebbe dovuta essere la zona degli scontri, ma il maresciallo austriaco Josef Radetzky operò una manovra di accerchiamento delle truppe italiane, che investì in pieno la zona in cui era schierato il 10º Reggimento Fanteria di Linea «Abruzzo». Il 29 maggio il 2º Battaglione combatté nella battaglia di Curtatone e Montanara, rallentando insieme ai contingenti toscani le truppe austriache, in modo che l'Armata Sarda potesse rischierarsi senza essere presa alle spalle; il giorno successivo il 1º Battaglione (al comando di Rodriguez stesso) combatté nella battaglia di Goito, in cui le truppe italiane sconfissero quelle austriache. In entrambi gli scontri i soldati napoletani si distinsero per valore, e i loro ufficiali furono premiati dal sovrano sabaudo (Rodriguez fu insignito dell'Ordine dei Santi Maurizio e Lazzaro). Subito dopo questi fatti, dovettero abbandonare la guerra, per recuperare la Sicilia in rivolta al sovrano borbonico. Il Municipio di Goito emise un proclama di saluto ai soldati napoletani:
Prodi Napolitani del 10.º Reggimento di Linea Abruzzo! Voi che appen arrivati vi uniste a noi con fratellevole simpatia, voi che per tutto il tempo che abbiamo passato assieme vi siete distinti per una condotta esemplare, voi che la memoranda giornata del 30 Maggio pugnaste così valorosamente nella battaglia combattuta sulle soglie del nostro paese, e noi dall’alto delle case vi abbiamo veduti, ed ammirati, accettate i ringraziamenti degli abitatori di Goito riconoscenti, i quali, delusi nel più fervido voto che fecero acciocchè voi foste sempre restati con loro, vi accompagnano ora alle vostre terre natali con un desiderio incessante, con una memoria non ſacilmente peritura.
29 Giugno 1848, I Deputati, Ragazzola Carlo»
(Michelangelo Viglia, Il decimo di linea napolitano nella guerra della italiana indipendenza, Napoli, Tipografia dell'Araldo, 1848, p. 24)
Nel 1854 e 1855 era comandato dal colonnello Filippo Flores, nel 1857 dal colonnello Ferdinando De Torres.

### 1860: Spedizione dei Mille
Con la riorganizzazione dell'esercito borbonico del 1859, andò a formare la V Brigata insieme al 9º Reggimento Fanteria di Linea «Puglie»; il colore distintivo della Brigata era l'arancione.
In occasione della Spedizione dei Mille, il Reggimento si trovava in Sicilia occidentale; il 2º Battaglione partecipò alla battaglia di Calatafimi, combattutasi il 15 maggio 1860, al comando del tenente colonnello Giuseppe Pini, e terminata con la vittoria dei garibaldini.
Il 1º ottobre, nel corso della battaglia del Volturno, alcune compagnie del 9º «Puglie» e del 10º «Abruzzo» parteciparono all'attacco borbonico del generale Tabacchi contro le truppe dell'esercito meridionale poste a Santa Maria Capua Vetere.
A ottobre, il 10º era a difesa di Capua, insieme al 9º «Puglie» e all'8º «Calabria» di linea e al Reggimento d'Artiglieria Regina. Il 2 novembre il reggimento capitolò col resto del contingente borbonico dopo un assedio di un mese.